# سیکلید کوتوله سه‌خط
سیکلید کوتوله سه‌خط با نام علمی Apistogramma trifasciata، گونه ای از ماهی متعلق به کشور پاراگوئه است که تا سمت زهکشی رود گوآپوره در حوضه جنوبی آمازون از حوضه آبخیز ریو پاراگوئه متصل در برزیل و پاراگوئه و حوضه میانی رود پارانا در آرژانتین امتداد می یابد. 